# フランジパーヌ

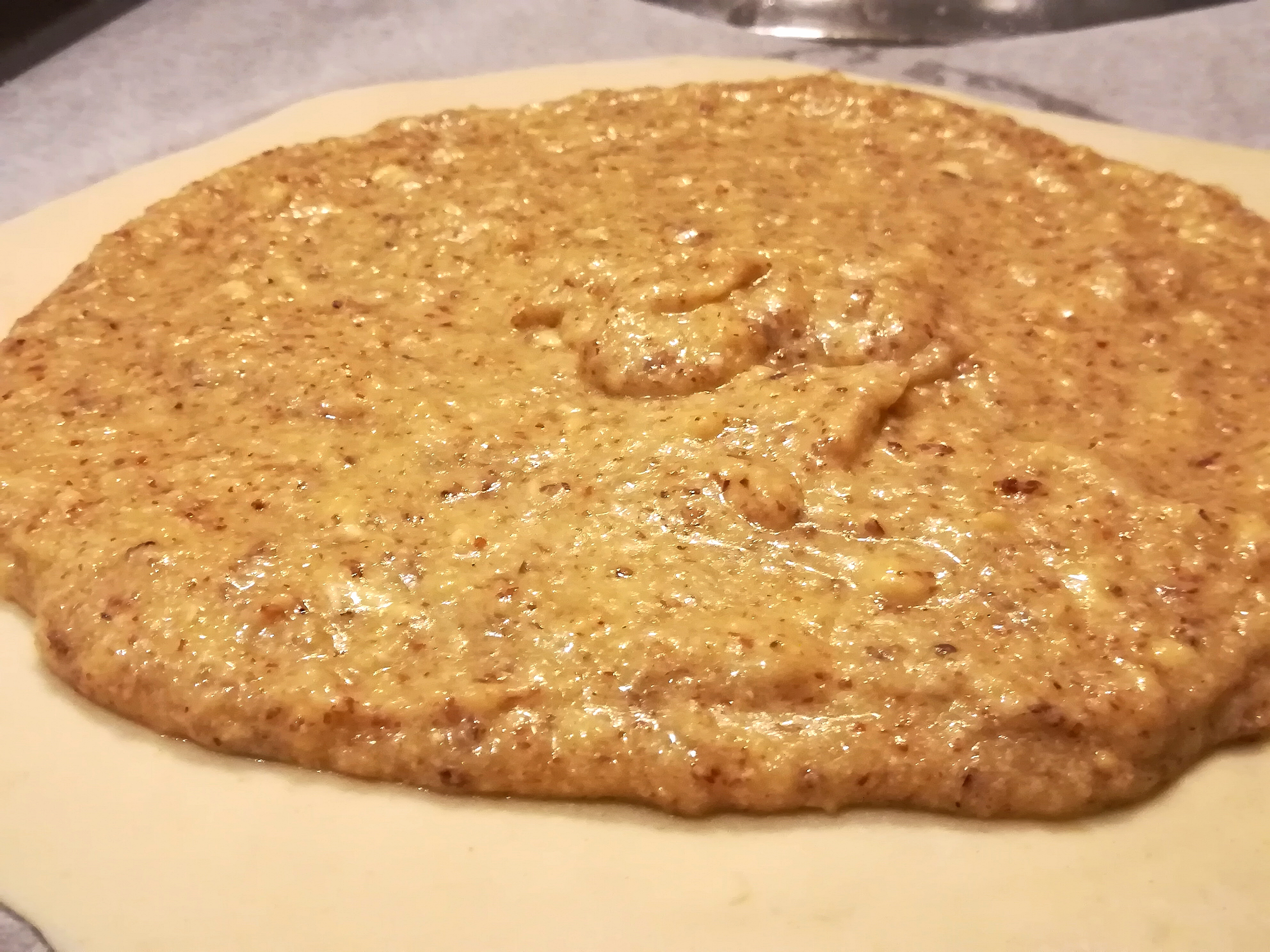
フランジパーヌ

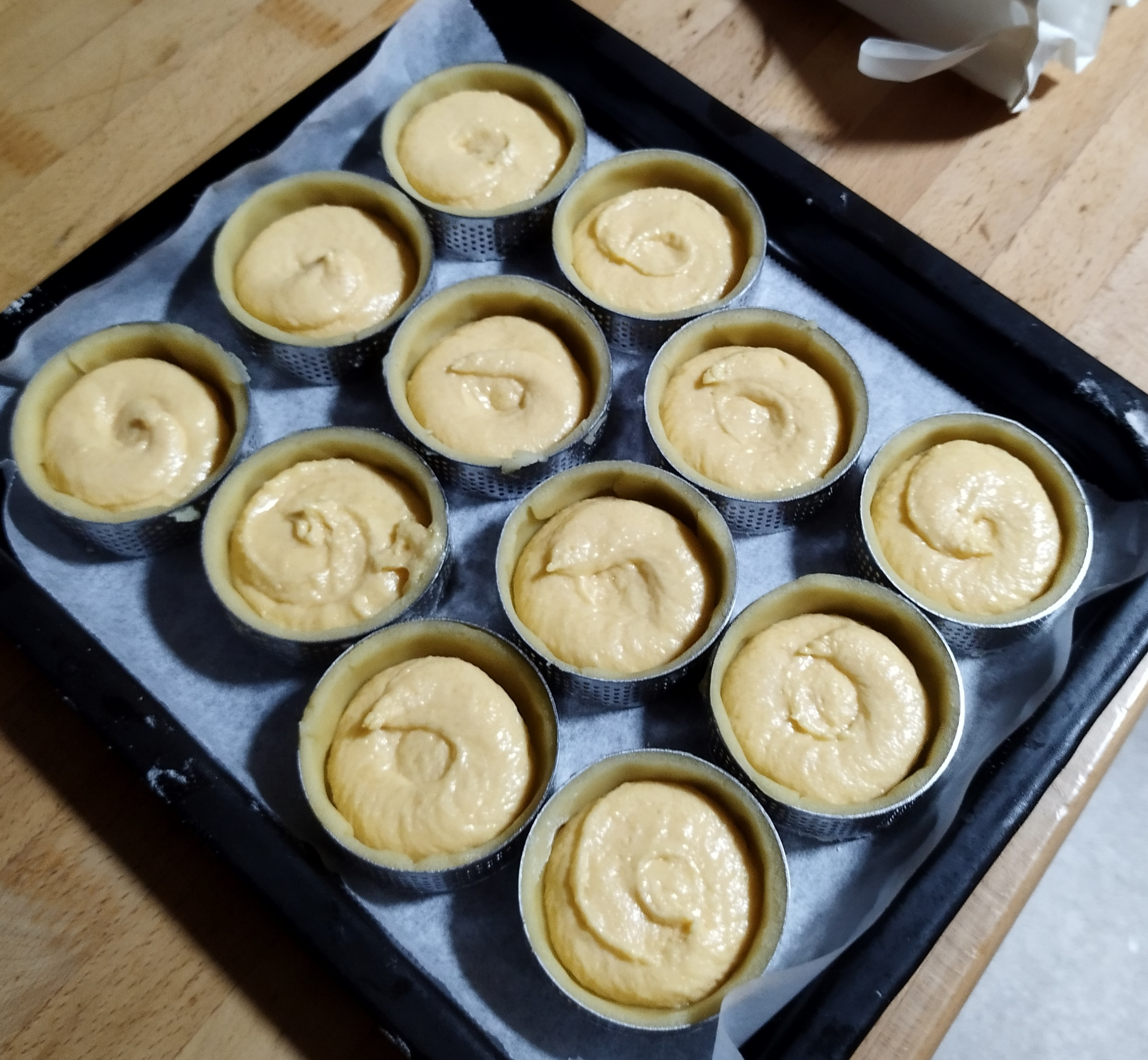
タルト生地に敷き込んだフランジパーヌ（creme d'amandes）

フランジパーヌ（frangipane）とは、クレーム・パティシエール（カスタードクリーム）にクレーム・ダマンド（アーモンドクリーム）を加えた洋菓子用のクリーム、あるいはそれを使った焼き菓子のことである。
名前の由来はイタリアの香水商のチェーザレ・フランジパーニ(Cesare Frangipani)から。
サヴァランやガレット・デ・ロワのフィリングによく使われる。